# Сыгетыньский, Тадеуш
Таде́уш Сыгеты́ньский (пол. Tadeusz Sygietyński; 24 сентября 1896, Варшава, Царство Польское, Российская империя, ныне Польша — 19 мая 1955, там же) — польский композитор, дирижёр и фольклорист. Сын польского писателя и критика Антония Сыгетыньского (1850—1923).

## Биография
Учился композиции у Зыгмунта Носковского, Макса Регера и Арнольда Шёнберга. Был известным исследователем и пропагандистом польского музыкального фольклора. В 1948 году вместе со своею супругою Мирой Зиминьскою организовал и возглавил Государственный ансамбль песни и танца «Мазовше», для которого написал много песен. Известен также как автор оркестровых и камерно-инструментальных произведений. Писал музыку к кино.
Похоронен вместе с женой на аллее Заслуженных Варшавского воинского кладбища в Повонзках.

## Фильмография
- 1938 — Без вины виноватые / Za winy niepopelnione
- 1954 — Пир Валтасара / Uczta Baltazara
- 1964 — Жена для австралийца / Zona dla Australijczyka

## Награды
- 1953 — Орден «Знамя Труда» II класса
- 1955 — Орден «Знамя Труда» I класса
- 1955 — Орден Возрождения Польши